# Mirków (przystanek kolejowy)
Mirków – przystanek osobowy w Mirkowie w województwie dolnośląskim i Polsce, oddany do użytku w 2023 r. w ramach rządowego programu budowy lub modernizacji przystanków kolejowych na lata 2021–2025.